# Action Code Script
Action Code Script (abbreviato in ACS) è un linguaggio di scripting realizzato da Raven Software.

## Utilizzi
ACS è stato creato appositamente per lo sparatutto in prima persona Hexen; in seguito è stato utilizzato in alcuni port di Doom, come ZDoom. È simile, sintatticamente, al linguaggio C, ma è meno flessibile.